# Превыше всего
«Превыше всего» — тринадцатый студийный альбом музыкального коллектива «НОМ» (Неформальное Объединение Молодежи).

## Список композиций
1. Миротворцы (Н. Гусев, А. Кагадеев)
2. Помпом (А. Ливер, Н. Гусев, А. Кагадеев)
3. Ночь разума (Н. Гусев)
4. Подшиток (Н. Гусев, А. Кагадеев)
5. Гей ты Русь (Н. Гусев, А. Кагадеев)
6. Обезьянья песнь (А. Кагадеев)
7. Гниды (А. Ливер, А. Кагадеев)
8. Дед Мороз (Н. Гусев)
9. Энтузиасты (А. Кагадеев)
10. Ты ушла (Н. Гусев, А. Кагадеев)
11. Гимн Новой России (Н. Копейкин, Н. Гусев)
12. Обезьяноид (Прохор-mix)

## В записи приняли участие
- Н. Гусев — синтезатор, ЭВМ, вокал
- В. Зверькова — вокал (2, 5, 6, 8, 11, 12)
- А. Кагадеев — бас, ЭВМ, вокал
- С. Кагадеев — вокал (1, 3, 4, 9, 11)
- Н. Копейкин — вокал (11)
- В. Лапин — электрогитара
- А. Ливер — вокал, ЭВМ
- И. Н. Турист — вокал (1-4, 9, 10), перкуссия

## Издания
- 2009 — Союз (CD).

## Интересные факты
- Презентация альбома состоялась 26 сентября 2009 года в клубе «Мистецький арсенал» (г. Киев).
- Первоначальное название концертной программы, включавшей в себя песни из новой пластинки — «Кирпич в живот».
- Композиция «Обезьяноид (Прохор-mix)» официально появилась в интернете на месяц раньше выхода альбома (3 сентября) на страницах ЖЖ-сообщества[1] НОМ.
- Альбом «Превыше всего» является первым и единственным на сегодняшний день альбомом НОМ, официально опубликованным в сети интернет, на сайте проекта «Kroogi»[2].